# Élections législatives de 1914 dans la Haute-Vienne
 (mai 2021).
Si vous disposez d'ouvrages ou d'articles de référence ou si vous connaissez des sites web de qualité traitant du thème abordé ici, merci de compléter l'article en donnant les références utiles à sa vérifiabilité et en les liant à la section « Notes et références ».
Les élections législatives de 1914 ont eu lieu les 26 avril et 10 mai.

## Élus
|   | Circonscription | Député élu        |  | Groupe parlementaire |
| - | --------------- | ----------------- |  | -------------------- |
| 1 | Bellac          | Sabinus Valière   |  | SFIO                 |
| 2 | 1re de Limoges  | Léon Betoulle     |  | SFIO                 |
| 3 | 2e de Limoges   | Adrien Pressemane |  | SFIO                 |
| 4 | Rochechouart    | Jean Parvy        |  | SFIO                 |
| 5 | Saint-Yrieix    | Louis Nouhaud     |  | PRRRS                |

## Résultats à l'échelle du département
| Partis         | Partis                                           | Premier tour | Premier tour | Deuxième tour | Deuxième tour | Sièges |
| Partis         | Partis                                           | Voix         | %            | Voix          | %             | Sièges |
| -------------- | ------------------------------------------------ | ------------ | ------------ | ------------- | ------------- | ------ |
|                | Section française de l'Internationale ouvrière   | 41 575       | 55,63        | 17 896        | 45,44         | 4      |
|                | Parti républicain, radical et radical-socialiste | 11 847       | 15,85        | 8 761         | 22,25         | 1      |
|                | Parti républicain-socialiste                     | 7 442        | 9,96         | 7             | 0,02          | 0      |
|                | Parti républicain démocratique                   | 6 866        | 9,19         | 35            | 0,09          | 0      |
|                | Fédération des gauches                           | 5 677        | 7,60         | 5 713         | 14,51         | 0      |
|                | Divers                                           | 1 332        | 1,78         | 84            | 0,21          | 0      |
|                | Radicaux indépendants                            |              |              | 6 887         | 17,49         | 0      |
|                |                                                  |              |              |               |               |        |
| Inscrits       | Inscrits                                         | 112 068      | 100,00       | 54 440        | 100,00        | 5      |
| Votants        | Votants                                          | 80 307       | 71,66        | 40 121        | 73,70         |        |
| Abstention     | Abstention                                       | 31 761       | 28,34        | 14 319        | 26,30         |        |
| Blancs et nuls | Blancs et nuls                                   | 5 568        | 6,93         | 738           | 1,84          |        |
| Exprimés       | Exprimés                                         | 74 739       | 93,07        | 39 383        | 98,16         |        |

## Résultats par arrondissement

### Arrondissement de Bellac
| Candidats      | Candidats       | Étiquette           | Premier tour | Premier tour | Deuxième tour | Deuxième tour |
| Candidats      | Candidats       | Étiquette           | Voix         | %            | Voix          | %             |
| -------------- | --------------- | ------------------- | ------------ | ------------ | ------------- | ------------- |
|                | Sabinus Valière | SFIO                | 6 341        | 39,48        | 8 593         | 54,75         |
|                | Mazurier        | PRRRS               | 5 295        | 32,97        | 130           | 0,83          |
|                | Gabiat          | PRD (FDG)           | 4 425        | 27,55        |               |               |
|                | Trouvé          | Radical indépendant |              |              | 6 887         | 43,88         |
|                |                 | Divers              | 84           | 0,54         |               |               |
|                |                 |                     |              |              |               |               |
| Inscrits       | Inscrits        | Inscrits            | 23 295       | 100,00       | 23 292        | 100,00        |
| Votants        | Votants         | Votants             | 16 692       | 71,65        | 16 024        | 68,80         |
| Abstention     | Abstention      | Abstention          | 6 603        | 28,35        | 7 268         | 31,20         |
| Blancs et nuls | Blancs et nuls  | Blancs et nuls      | 631          | 3,78         | 330           | 2,06          |
| Exprimés       | Exprimés        | Exprimés            | 16 061       | 96,22        | 15 694        | 97,94         |

### Arrondissement de Limoges

#### 1recirconscription
| Candidats      | Candidats      | Étiquette      | Premier tour | Premier tour |
| Candidats      | Candidats      | Étiquette      | Voix         | %            |
| -------------- | -------------- | -------------- | ------------ | ------------ |
|                | Léon Betoulle  | SFIO           | 16 274       | 92,43        |
|                | Marsadan       | Divers         | 1 002        | 5,69         |
|                | Négrier        | Divers         | 207          | 1,18         |
|                |                | Divers         | 123          | 0,70         |
|                |                |                |              |              |
| Inscrits       | Inscrits       | Inscrits       | 33 116       | 100,00       |
| Votants        | Votants        | Votants        | 21 364       | 64,51        |
| Abstention     | Abstention     | Abstention     | 11 752       | 35,49        |
| Blancs et nuls | Blancs et nuls | Blancs et nuls | 3 758        | 17,59        |
| Exprimés       | Exprimés       | Exprimés       | 17 606       | 82,41        |

#### 2ecirconscription
| Candidats      | Candidats         | Étiquette      | Premier tour | Premier tour |
| Candidats      | Candidats         | Étiquette      | Voix         | %            |
| -------------- | ----------------- | -------------- | ------------ | ------------ |
|                | Adrien Pressemane | SFIO           | 10 688       | 61,27        |
|                | Tarrade           | PRS            | 6 757        | 38,73        |
|                |                   |                |              |              |
| Inscrits       | Inscrits          | Inscrits       | 24 444       | 100,00       |
| Votants        | Votants           | Votants        | 18 230       | 74,58        |
| Abstention     | Abstention        | Abstention     | 6 214        | 25,42        |
| Blancs et nuls | Blancs et nuls    | Blancs et nuls | 785          | 4,31         |
| Exprimés       | Exprimés          | Exprimés       | 17 445       | 95,69        |

### Arrondissement de Rochechouart
| Candidats      | Candidats             | Étiquette      | Premier tour | Premier tour | Deuxième tour | Deuxième tour |
| Candidats      | Candidats             | Étiquette      | Voix         | %            | Voix          | %             |
| -------------- | --------------------- | -------------- | ------------ | ------------ | ------------- | ------------- |
|                | Jean Parvy            | SFIO           | 5 204        | 43,27        | 6 243         | 52,12         |
|                | Pierre Codet          | FDG            | 3 698        | 30,74        | 5 693         | 47,53         |
|                | Jean-Baptiste Marquet | PRD (FDG)      | 2 441        | 20,29        | 35            | 0,29          |
|                | Chambon               | PRS            | 685          | 5,70         | 7             | 0,06          |
|                |                       |                |              |              |               |               |
| Inscrits       | Inscrits              | Inscrits       | 16 181       | 100,00       | 16 116        | 100,00        |
| Votants        | Votants               | Votants        | 12 278       | 75,88        | 12 258        | 76,06         |
| Abstention     | Abstention            | Abstention     | 3 903        | 24,12        | 3 858         | 23,94         |
| Blancs et nuls | Blancs et nuls        | Blancs et nuls | 250          | 2,04         | 280           | 2,28          |
| Exprimés       | Exprimés              | Exprimés       | 12 028       | 97,96        | 11 978        | 97,72         |

### Arrondissement de Saint-Yrieix
| Candidats      | Candidats      | Étiquette      | Premier tour | Premier tour | Deuxième tour | Deuxième tour |
| Candidats      | Candidats      | Étiquette      | Voix         | %            | Voix          | %             |
| -------------- | -------------- | -------------- | ------------ | ------------ | ------------- | ------------- |
|                | Louis Nouhaud  | PRRRS          | 3 291        | 28,37        | 4 776         | 40,78         |
|                | Roux           | PRRRS          | 3 261        | 28,11        | 3 855         | 32,92         |
|                | Chauly         | SFIO           | 3 068        | 26,45        | 3 060         | 26,13         |
|                | De Lachaze     | FDG            | 1 979        | 17,06        | 20            | 0,17          |
|                |                |                |              |              |               |               |
| Inscrits       | Inscrits       | Inscrits       | 15 032       | 100,00       | 15 032        | 100,00        |
| Votants        | Votants        | Votants        | 11 743       | 78,12        | 11 839        | 78,76         |
| Abstention     | Abstention     | Abstention     | 3 289        | 21,88        | 3 193         | 21,24         |
| Blancs et nuls | Blancs et nuls | Blancs et nuls | 144          | 1,23         | 128           | 1,08          |
| Exprimés       | Exprimés       | Exprimés       | 11 599       | 98,77        | 11 711        | 98,92         |